# Inés Mendoza
Inés María Mendoza Rivera (Naguabo, 10 de enero de 1908-San Juan, 13 de agosto de 1990) fue una educadora, ecologista y la primera dama de Puerto Rico bajo el mandato de su esposo, Luis Muñoz Marin, diez años mayor que ella.

## Muerte
Murió el 13 de agosto de 1990, a los 82 años de edad, en el Hospital Auxilio Mutuo de Hato Rey de la capital puertorriqueña.

## Biografía
Educadora de profesión, estudió en la Universidad de Puerto Rico en los años 20, graduándose en 1927. En 1931 marchó para Nueva York y se graduó en la Universidad de Columbia. Fue maestra en Fajardo y tras la muerte de la primera dama, se casó con el gobernador de Puerto Rico en 1947. Su hija fue la candidata a la gobernación Victoria Muñoz Mendoza, aunque no obtuvo la victoria. Su desafío a las nuevas autoridades coloniales, al enseñar en español, que estaba prohibido en la escuela, fue masivamente secundado por la población y forzó a los Estados Unidos de América a derogar la imposición del inglés.

## Citas
- “La fuerza del país está en el país” (Inés Mendoza).[cita requerida]